# Fljótshlíð
Fljótshlíð – wieś położona w południowej części Islandii.
Miejscowość położona jest na wschód od Hvolsvöllur oraz na północ od rzeki Markarfljót.
Nazwa wsi pochodzi od słów fljót (zapisywane w dopełniaczu jako fljóts), które oznacza rzekę, oraz hlíð, które oznacza stok.
W X wieku w okolicy żył islandzki wódz, Gunnar Hámundarson. W Fljótshlíð żyli także artystka Nína Sæmundsson oraz poeta Þorsteinn Erlingsson.
W 2010 ewakuowano mieszkańców wsi z powodu erupcji wulkanu Eyjafjallajökull.